# Heiligste Dreifaltigkeit (Kronburg)

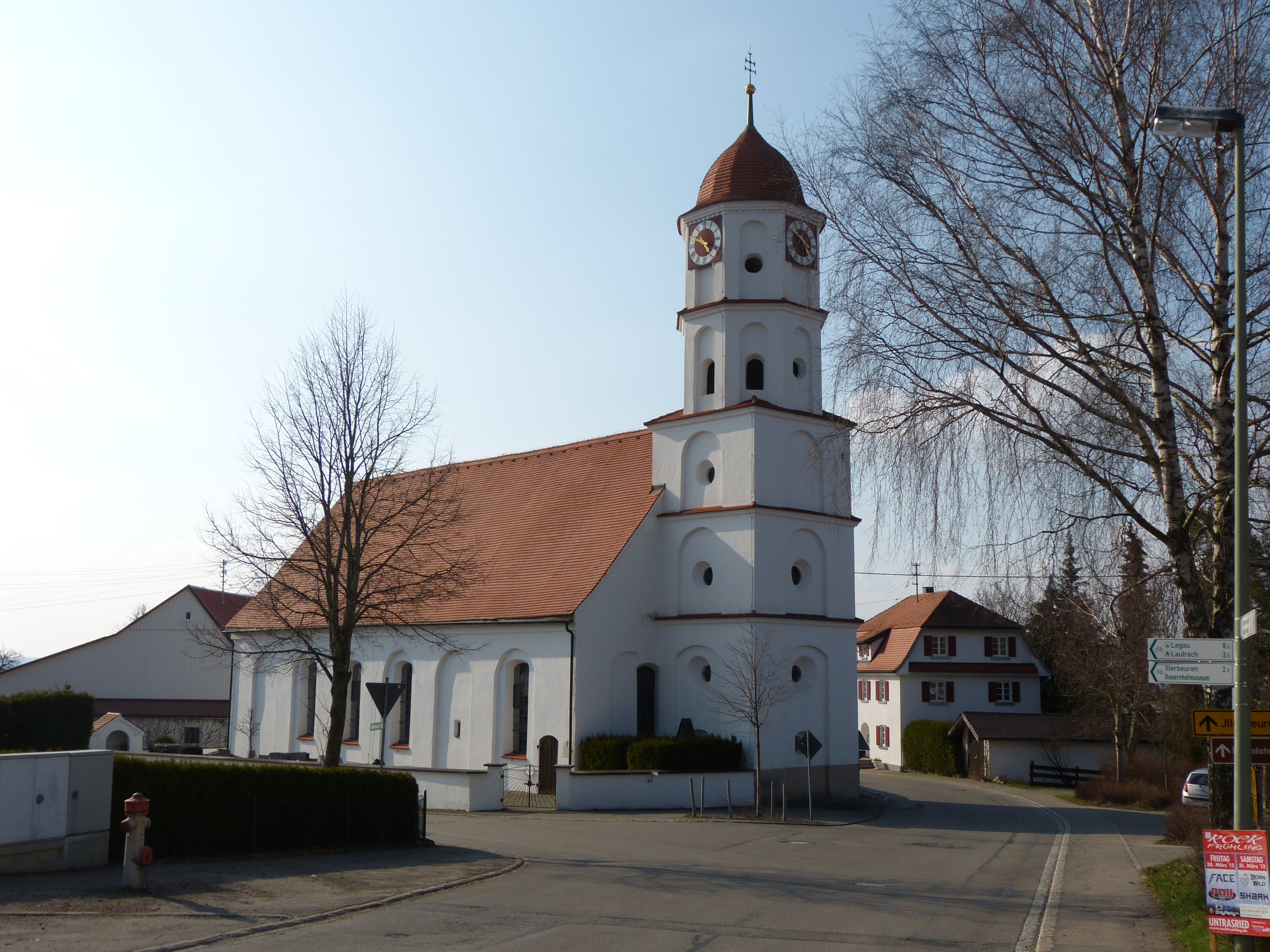
Heiligste Dreifaltigkeit in Kronburg von osten

Die Heiligste Dreifaltigkeitskirche ist eine Filialkirche im oberschwäbischen Kronburg bei Memmingen. Die Filialkirche gehört zur Pfarrei Illerbeuren im römisch-katholischen Dekanat Memmingen im Bistum Augsburg.

## Lage
Die Kirche liegt westlich unterhalb des Schlosses Kronburg inmitten des Altdorfes Kronburg auf einem plateauartigen Hügelabschnitt des Schlosshügels.

## Geschichte

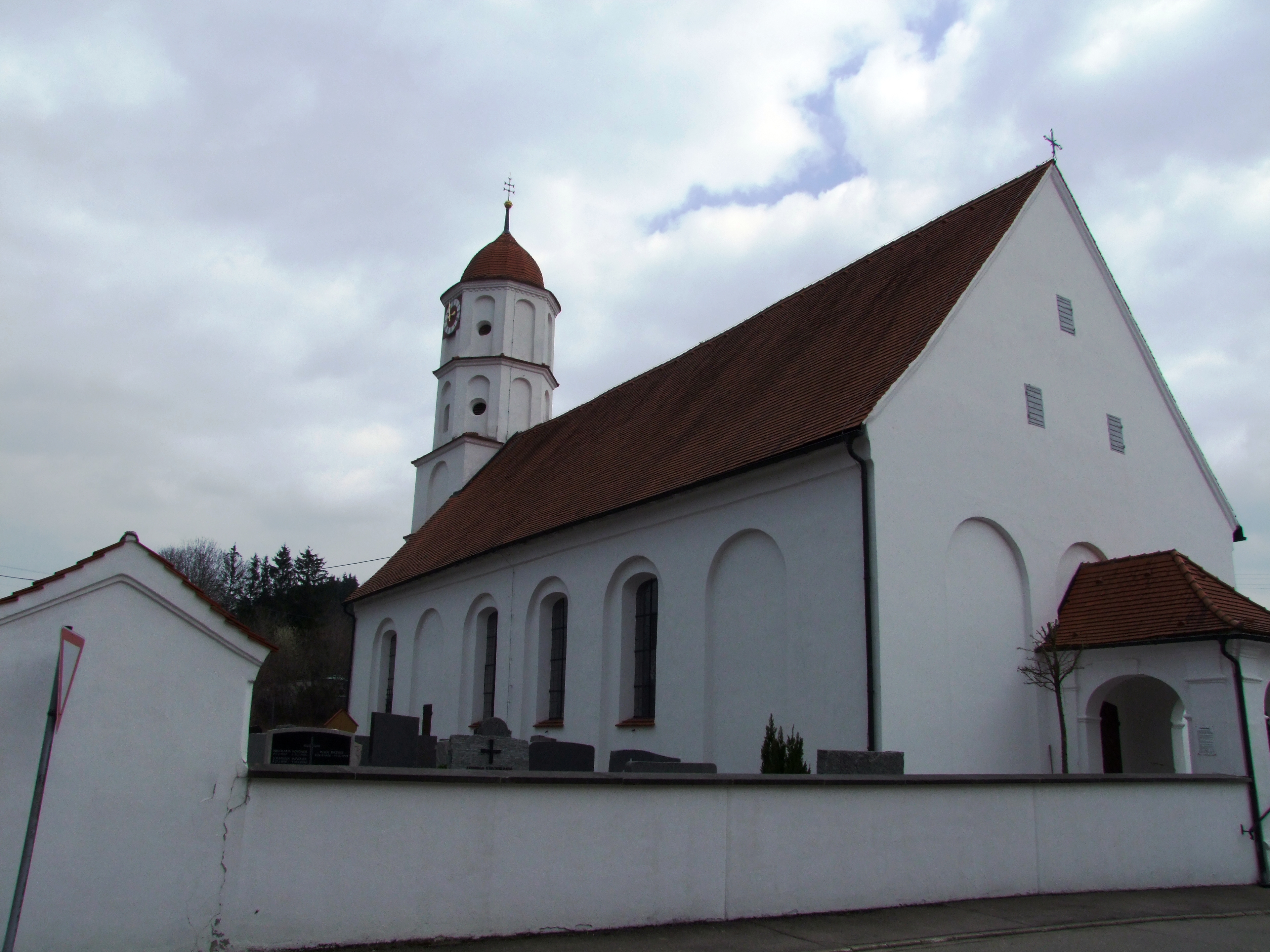
Westansicht

Die Kirche wurde 1583 durch einen kurfürstlich pfälzischen Baumeister errichtet. Eine erste Restaurierung fand in den Jahren 1698 bis 1699 statt. Im Jahre 1786 wurde das Kircheninnere umgestaltet, daraufhin folgen weitere Restaurierungen in den Jahren 1887, 1931 und 1978.

## Baubeschreibung
Das aus einem einschiffigen Langhaus mit vorgesetztem Chor bestehende Kirchengebäude ist außen durch Blendbögen gegliedert. An der Ostseite ist ein kräftiger, quadratischer Turm mit Oktogon mit geschwungener Kuppelhaube angebaut. Das offene Vorzeichen ist dem Haupteingang an der Westfassade vorgesetzt. Der rechteckige Chorbereich ist im Inneren durch einen Chorbogen vom Hauptschiff getrennt. Der Trennungsbogen ragt weit in das Seitenschiff hinein, wodurch im Chorbereich zwei zusätzliche Räume eingemauert werden konnten. Auf diesen befinden sich Privatkapellen für die Grafen des Schlosses Kronburg, die Räume selbst werden als Sakristei und Abstellraum genutzt. In der Mitte des Chorbereichs steht der Hochaltar, der von zwei bunten Glasfenstern flankiert wird. Das Langhaus besitzt eine einstöckige Westfassadenempore. Beide Räume besitzen eine Pilastergliederung und ein flaches Tonnengewölbe mit abgerundeten Ecken.

## Ausstattung

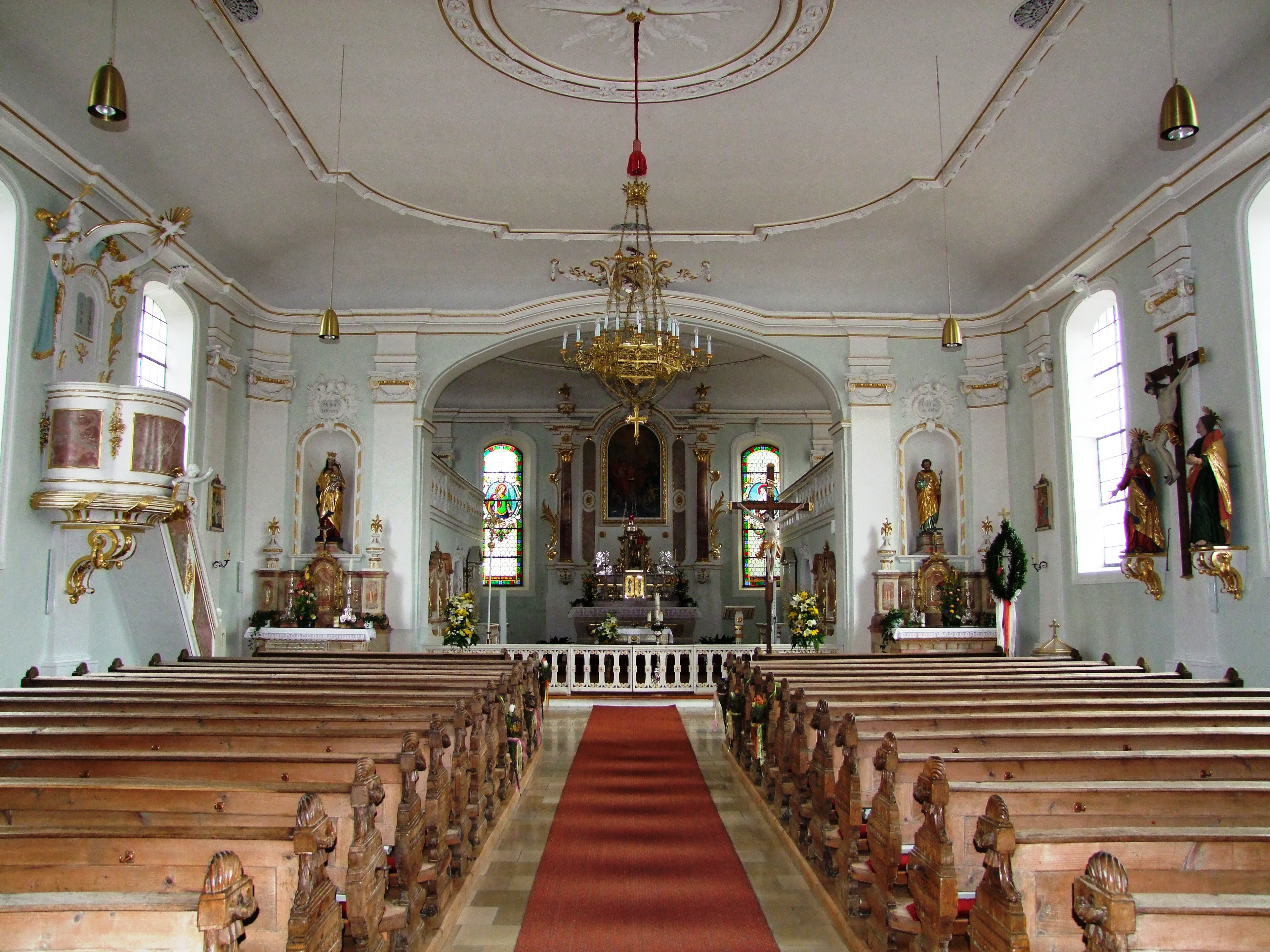
Innenraum

Der gesamte Kircheninnenraum ist klassizistisch beim Umbau von 1786 umgestaltet worden. Vorwiegend wurde die Farbe Weiß gewählt.

### Hochaltar
Der Hochaltar ist als Altaraufbau gestaltet. Dabei ist lediglich der Altartisch aus Holz geschaffen. Die Aufbauten gehen in die Rückwand über, welche mit Stuck dekoriert ist. Das Altarblatt zeigt die Heilige Dreifaltigkeit und wurde von Johann Friedrich Sichelbein gemalt.

### Seitenaltäre
Vor dem Chorbogen stehen links und rechts zwei Seitenaltäre, die um 1786 gefertigt wurden. Die marmorierten Holzaltaraufbauten in leicht geschwungener Sarkophagform bestehen aus einem Holztisch mit einem kleinen Aufbau. Die Antependien sind mit Goldverzierungen geschmückt. Die Mittelteile der Aufbauten sind tabernakelförmig, mit einem Kruzifix als Bekrönung. Flankiert wird dies durch zwei versilberte Kerzenleuchter. Auf den seitlichen Sockeln stehen Vasen mit vergoldeten Lilienblüten. Die Figurennischen sind in die Wände eingelassen. Die Figuren in den Wandnischen wurden vermutlich in der zweiten Hälfte des 18. Jahrhunderts vom Überlinger Meister gefertigt und gehörten zu dem großen Holzkruzifix einer Kreuzigungsgruppe. Mit einem Schmuckgürtel aus Stuck in wechselndem Weiß und Gold sind die Mauernischen umrandet. Über den Nischen ist eine Stuckkartusche mit Putten und Blumengehänge zu sehen.
Der nördliche Seitenaltar ist der Gottesmutter Maria geweiht. Darüber steht auf einem marmornen Sockel in der Figurennische eine Statue der Muttergottes. Die in rotem Untergewand mit einem goldenen Mantel mit blauem Innenstoff gekleidete Figur hält in ihrer rechten Hand ein Zepter. In der linken Hand hält sie ein in Silber gekleidetes Jesuskind. Maria sieht auf das Jesuskind herab. Ihr Kopf ist mit einem weißen Kopftuch und einer goldenen Krone bedeckt. Das Jesuskind hebt seine rechte Hand zum Salvatorgruß, in der linken hält es einen Reichsapfel. Sein Kopf ist von einem Heiligenschein umgeben. In der Kartusche steht Mutter des Erlösers.
Der südliche Seitenaltar ist dem Heiligen Josef geweiht. Die Figur des Josef ist in ein lindgrünes Gewand mit einem goldenen Umhang gekleidet. Seine linke Hand fasst sich an seine linke Brust, in der rechten hält er eine Lilie. Das bärtige Gesicht blickt leicht nach rechts unten. Er besitzt volles dunkelbraunes Haar. In der Kartusche über der Figurennische steht Gott ist die Liebe.

### Kanzel

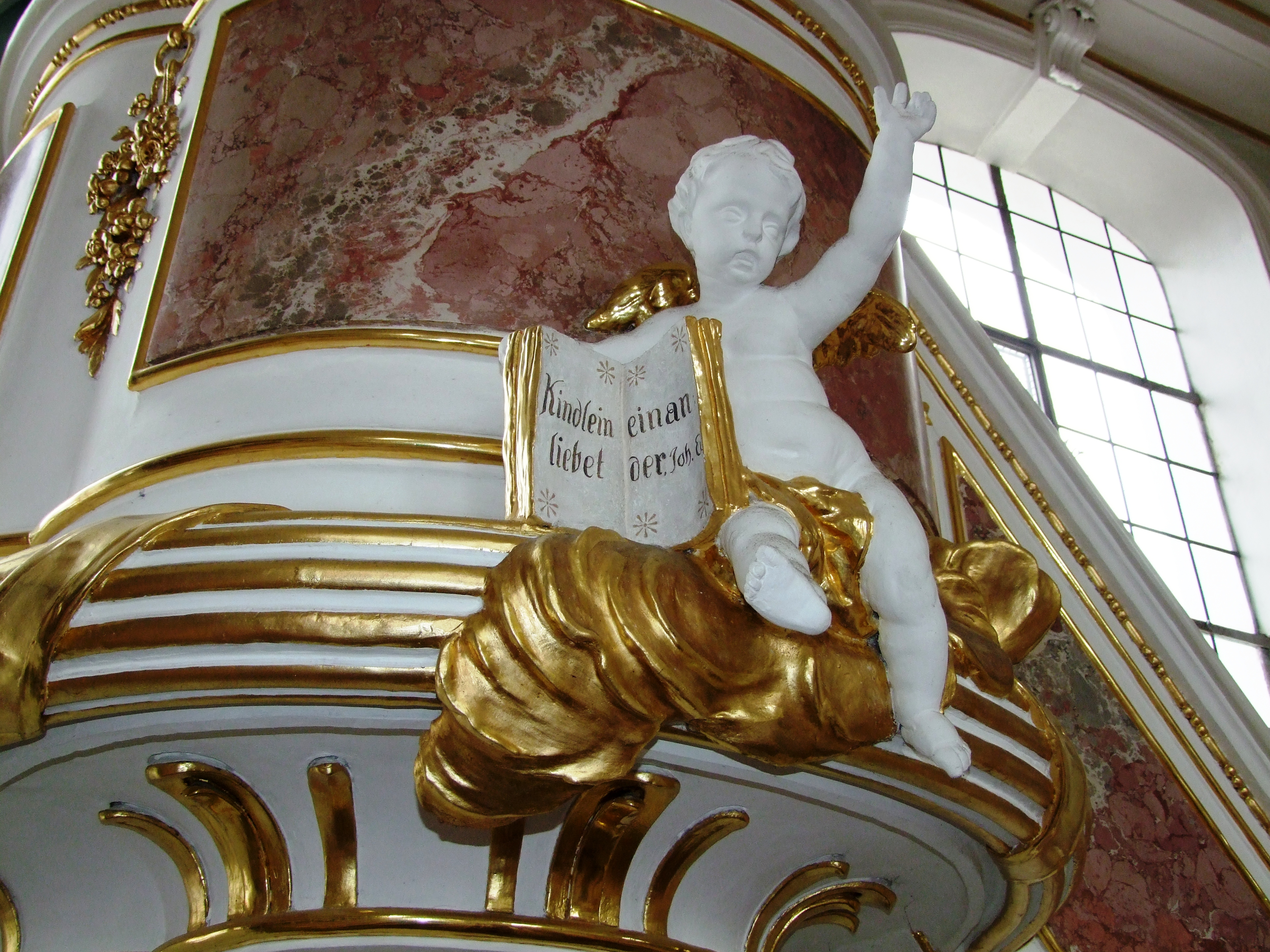
Engel am Kanzelkorb

Die um 1786 geschaffene, hölzerne Kanzel ist in weiß mit goldenen Verzierungen gefasst. Die Füllungen sind marmoriert. Sie besitzt eine Volutenkonsole. Am unteren Rand des Korbes ist ein Putto mit einem aufgeschlagenen Buch angebracht. In dem Buch steht Kindlein liebet einander Joh. Ev. Die Seiten sind des Weiteren mit goldenen Sternen geschmückt. Der Putto selbst ist in weiß gefasst und sitzt auf einem weiten, goldenen Tuch, welches nach hinten an den Kanzelkorb entlang schwingt. Der Schalldeckel ist als ein ringförmiges, nach vorn geschwungenes Gesims künstlerisch umgesetzt worden. An dessen Stirn ist eine goldene Taube mit Strahlenkranz als Zeichen des Heiligen Geistes dargestellt. Links am ausgeschwungenen äußeren Rand ist ein Putto mit einem Kreuz, welches er hochhält, am rechten ausgeschwungenen Rand sind zwei Puttoköpfe dargestellt. Die Rückwand der Kanzel ist als Lisenen und Vorhangdraperie gestaltet. An der Rückwand hängen zwei Schrifttafeln. Auf diesen sind die römischen Ziffern I bis X als Zeichen für die Zehn Gebote in gold eingemeißelt.

### Stuck
Die Stuckaturen stammen vermutlich von Franz Xaver Feichtmayer.

### Orgel

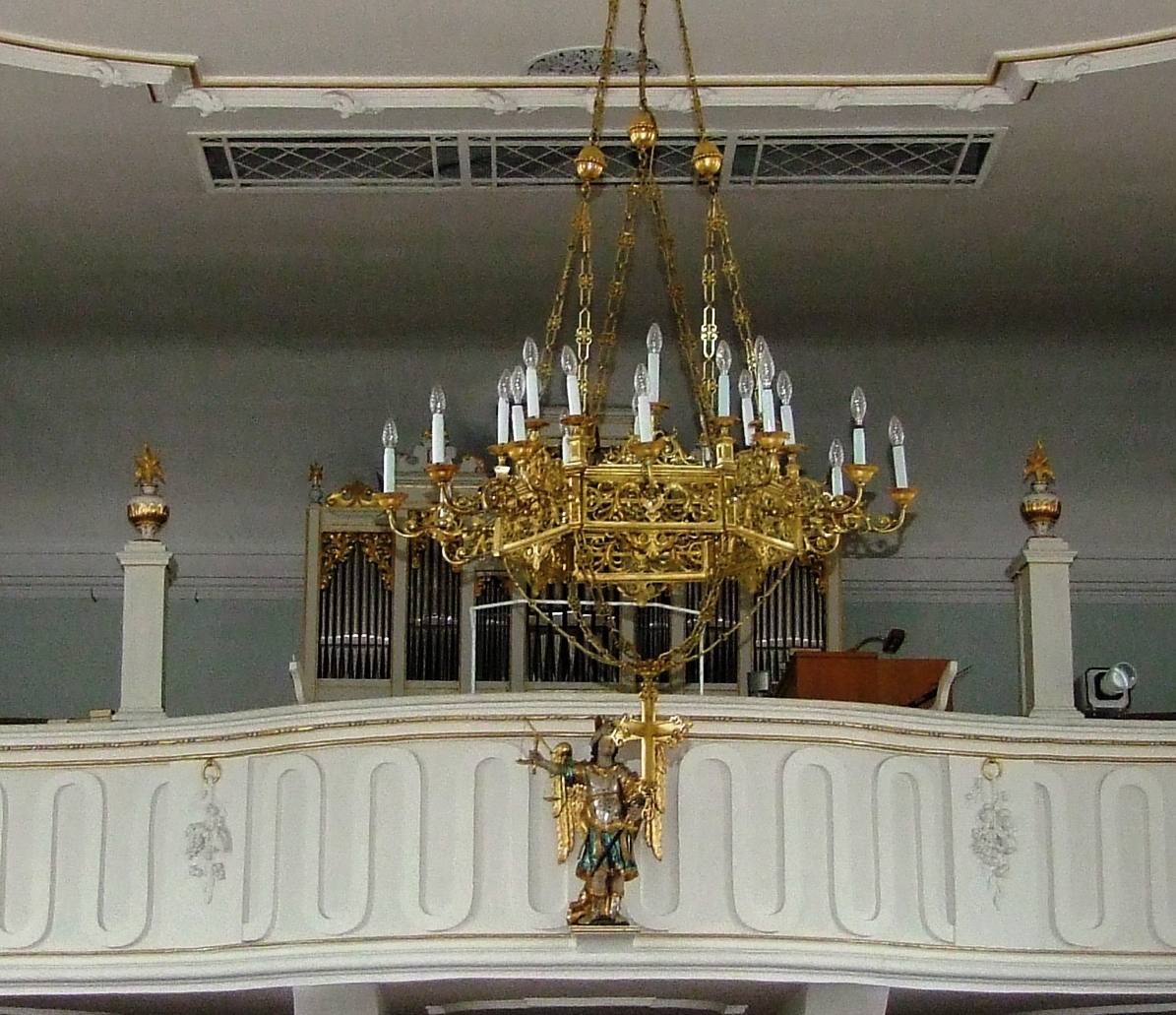
Orgelprospekt und Decken-Schallöffnungen der Dachbodenorgel

Die Orgel wurde 1925 als opus 318 von den Gebrüdern Späth erbaut und verfügt über 10 Register. Sie ist eine Rarität, da das Pfeifenwerk vollständig in einer Kammer auf dem Dachboden aufgestellt ist, eine sogenannte Dachbodenorgel. Der Schall tritt über Gitteröffnungen in der Emporendecke in den Kirchenraum. Der Orgelprospekt auf der Empore ist lediglich eine Attrappe, es befinden sich keine Orgelpfeifen dahinter; seine Herkunft ist bislang ungeklärt. Derzeit ist das Werk nicht spielbar, da zu einem unbekannten Zeitpunkt der Spieltisch entfernt wurde, der jedoch eingelagert worden ist. Das Orgelwerk und die Windladen sind auf dem Dachboden erhalten, sodass eine Restaurierung möglich ist.